# Mount Estes
Mount Estes är ett berg i Antarktis. Det ligger i Östantarktis. Nya Zeeland gör anspråk på området. Toppen på Mount Estes är 641 meter över havet.
Terrängen runt Mount Estes är varierad. Trakten är obefolkad. Det finns inga samhällen i närheten.